# 2-イミノ酢酸シンターゼ
2-イミノ酢酸シンターゼ(2-iminoacetate synthase、EC 4.1.99.19)、以下の化学反応を触媒する酵素である。
L-チロシン + S-アデノシルメチオニン + 還元受容体{\displaystyle \rightleftharpoons }2-イミノ酢酸 + 4-メチルフェノール + 5'-デオキシアデノシン + L-メチオニン + 受容体 + 2H+
系統名は、L-チロシン 4-メチルフェノールリアーゼ (2-イミノ酢酸形成)(L-tyrosine 4-methylphenol-lyase (2-iminoacetate-forming))である。この酵素は、4Fe-4Sクラスターと結合する。